# 안동수 (언론인)
안동수((安東秀, 1947년 9월 10일 ~ )는 대한민국의 KBS 前 부사장이다. 

## 학력
- 2003.03~2006.02. 호서대학교 벤처전문 벤처기술경영. 경영학 박사
- 2000.09~2001.01. 서울대학교 공과대학 AIP.최고산업전략과정 수료
- 1999.02~2000.02. 서울대학교 행정대학원 AIP. 방송통신고위정책과정 수료
- 1998.09~1999.02. UCI - University of California Irvine     귀지 및 관리자과정 수료. 미국 L.A.
- 1998.03~1997.08. 서강대학교 언론대학원 방송전공. 문학석사
- 1983.08~1984.03. 부에이노스 아니레스대학. 스페인어과정 수료 (Universidad Catolica Argentina)아르헨티나 부에이노스 아니레스
- 1977.03~1977.12. AIBD(Asia ln stituta of Broadcasting Daver opment) 방송기술과정 수료. 말레시아 쿠알라룸풀
- 1971.03~1975.02. 단국대학교 전기공학과 공학학사

## 경력
- 2012.09~2012.12. 새누리당 선대본 제3세력 특별본부장
- 2012.03~현재. (주)SO 회장
- 2011.03~2012.12. 동아방송예술대학교 겸임교수(강사)
- 2011.03~2011.08. 서울과학기술대학교 IT 정책대학원 겸임교수
- 2010.01~2011.03. 경희대학교 사회교육원 경영학과 교수
- 2007.01~현재. 국제미래학회 미래방송기술 위원장
- 2007.01~현재. 언론지키기 천주교 모임 대표 및 고문
- 2007.01~ 2007.05. KBS 경영평가위원
- 2006.05~2007.04. 서울디지털대학교 교수(강사)
- 2006.04~현재. (사)미래방송연구회 회장 및 고문
- 2006.03~2007.02. 추계예술대학교 교수(강사)
- 2005.09~현재. (사)유비쿼터스미디어 콘텐츠연합 수석 부총재
- 2005.09~2006.02. 건국대학교 언론홍보대학교 교수(강사)
- 2004.03~2004.08. 서울산업대학교 IT정책대학원 겸임교수
- 2003.05~2005.04. KBS 부사장
- 2000 ~ 2003 연도 및 일자 미상. KBS본사 서울본국 남산송신소장
- 2002.01~2003.01. 서울대학교 행정대학원 AIC 8기 회장
- 2000.01~2002.09. 서강대 언론대학원 총동문회 회장
- 1998.09~2000.09. ABU 기술위원회 부의장
- 1998.06~1999.05. UCI 관리자과정 수료
- 1989.05~1990.05. KBS 노조위원장
- 1974.12~2003.04. KBS 공채 2기 입사. 임직원 업무수행

## 저서
- 디지로드 5.0